# Белиджи (посёлок городского типа)
Белиджи́ — посёлок городского типа в Дербентском районе Республики Дагестан.
Образует муниципальное образование «посёлок Белиджи» со статусом городского поселения, как единственный населённый пункт в его составе.

## Географическое положение
Посёлок Белиджи расположен на Приморской низменности, в 22 км к югу от города Дербент и в 7 км к западу от побережья Каспийского моря.
На востоке непосредственно к посёлку примыкает село Белиджи, которое образует отдельное муниципальное образование.

## История
Основан в 1899 году в ходе строительства одноимённой железнодорожной станции на линии Петровск — Баку. В 1931 году на станции разместилось третье отделение совхоза имени Герейханова.
В 1959 году на базе отделения был организован плодопитомнический совхоз «Белиджинский» (с 1985 года носил название «60 лет СССР»).
В 1965 году в посёлке был введён в строй Белиджинский консервный завод Дагестанского треста консервной промышленности. Статус посёлка городского типа — с 1965 года.

## Население
| 1926    | 1939    | 1970    | 1979    | 1989    | 2002    | 2009    |
| ------- | ------- | ------- | ------- | ------- | ------- | ------- |
| 168     | ↗1073   | ↗8961   | ↗10 041 | ↗10 835 | ↗11 584 | ↗11 766 |
| 2010    | 2012    | 2013    | 2014    | 2015    | 2016    | 2017    |
| ↗12 236 | ↘12 201 | ↘12 025 | ↘11 908 | ↘11 796 | ↘11 583 | ↘11 565 |
| 2018    | 2019    | 2020    | 2021    | 2023    | 2024    | 2025    |
| ↘11 251 | ↘11 051 | ↘10 903 | ↗11 957 | ↘11 843 | ↘11 816 | ↗11 843 |

Национальный состав
По результатам Всероссийской переписи населения 2021 года:
| Народ                     | Численность, чел. | Доля от всего населения, % |
| ------------------------- | ----------------- | -------------------------- |
| лезгины                   | 11 188            | 93,57 %                    |
| табасараны                | 224               | 1,87 %                     |
| русские                   | 165               | 1,38 %                     |
| другие                    | 177               | 1,48 %                     |
| не указана национальность | 203               | 1,70 %                     |
| всего                     | 11 957            | 100 %                      |

## Инфраструктура
В Белиджах работают пять общеобразовательных школ:
- Гимназия № 1 им. А. Исрафилова
- Белиджинская академическая школа № 1
- Средняя школа № 3
- Средняя школа № 2
- Неполная средняя школа № 1
- Неполная средняя школа № 2
- Спортивная школа ДЮСШ № 1
- Дом детского творчества
- Музыкальная школа
- Профессиональный лицей № 8
- Дом культуры

## Транспорт
В посёлке расположена железнодорожная станция Белиджи Северо-Кавказской железной дороги.

## Улицы
Улицы посёлка:
| - 3 Интернационала - 9 Мая - А. Алиева - А. Исрафилова - А. Фатахова - Агасиева - Агасиева (переулок) - Айдинбекова - Арухова - Ахнигская - Ахтынская - Больничная - Буйнакского - В. Терешковой - В. Эмирова - Восточная - Гагарина - Газовая - Дагсоюзная - Дахадаева - Дербентская - Детсада - Е. Эмина - Железнодорожная - Заводская | - Заводской (переулок) - Зазинская - Зелёная - К. Меджидова - Кавказская - Кара-су - Касумкентская - Комарова - Комсомольская - Кооперативная - Космонавтов - Курахская - Лезгинцева ахниг. и лезгинцева пмк. - Ленинградская - Лермонтова - Лесная - М. Гусейнова - Магарамкентская - Макаренко 1-й (переулок) - Макаренко 2-й (переулок) - Махачкалинская - Маяковского - Мира | - Мира 1-й (переулок) - Мира 2-й (переулок) - Мира 3-й (переулок) - Мухтадира - О. Кошевого - О. Кошевого (переулок) - Октябрьская - Октябрьский (переулок) - ПМК-483 - Первомайская - Первомайский (переулок) - Пионерская - Пионерский (переулок) - Почтовая - Продольная - Продольная 3-я - Пролетарская - Пушкина - Родниковая - Рутульская - С. Кючхюрского - С. Стальского - СПТУ-8 | - Савхозная - Садики - Садовая - Салихова - Сиреневая - Самурского - Самурского 1-й (переулок) - Самурского 2-й (переулок) - Северная - Северная 1-я - Северная 2-я - Северная 3-я - Советская - Т. Хрюгского - Тельмана - Толстого - Уссухчайская - Учительская - Хпеджская - Чапаева - Школьная - Шоссейный (переулок) - Штульская - Южная - ж/д тупик - Г. Гасанова |

## Известные уроженцы
- Шамиль Мамедов — лезгинский борец вольного стиля. Бронзовый медалист чемпионата мира 2023. Двукратный чемпион России.